# Florestan (Monaco)

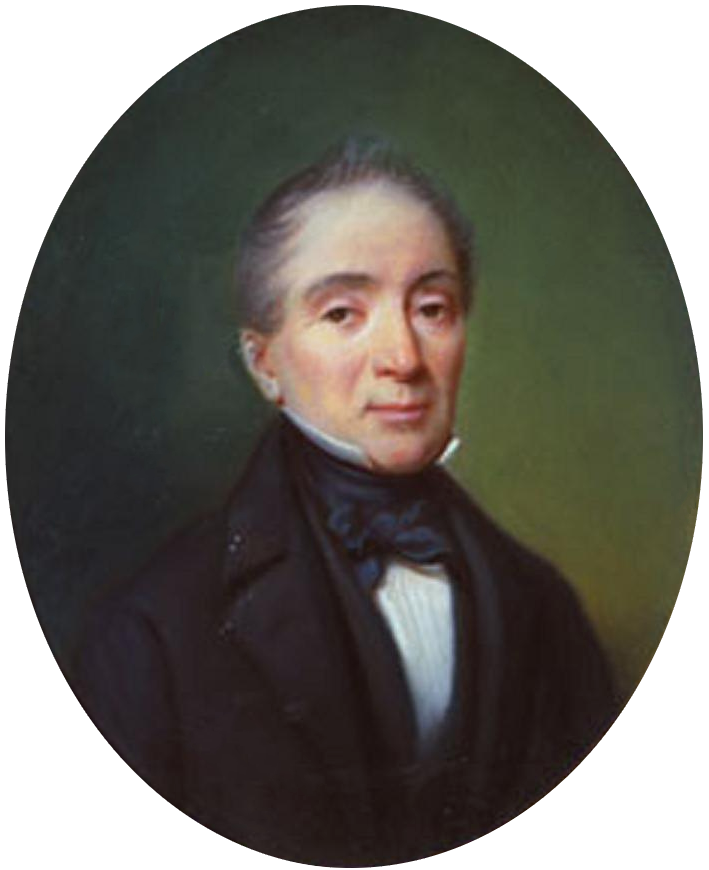
Florestan (Monaco).

Florestan (* 10. Oktober 1785 in Paris; † 20. Juni 1856 ebenda) war von 1841 bis 1856 regierender Fürst von Monaco aus dem Haus Grimaldi.

## Leben

### Herkunft
Florestan war der zweite Sohn des Fürsten Honoré IV. von Monaco (1758–1819) und seiner Gattin Louise d’Aumont Mazarin (1759–1826), Tochter von Louis Marie Guy d'Aumont, Duc d'Aumont, de Mazarin, und Louise Félicité Victoire Jeanne de Durfort. Seine Eltern ließen sich 1798 scheiden; seine Mutter heiratete 1801 in zweiter Ehe René-François Tirnand d'Arcis.

### Fürst von Monaco
Florestan war am Théâtre de l’Ambigu-Comique engagiert. Nachdem sein älterer Bruder, Fürst Honoré V. von Monaco (1778–1841), kinderlos starb, wurde Florestan ohne jegliche Vorbereitung sein Nachfolger im Fürstenamt. Um die Staatsfinanzen zu sanieren, vergab er 1856 die erste Lizenz für den Betrieb einer Spielbank in Monaco an die Franzosen Napoléon Langlois und Albert Aubert. Am 14. Dezember 1856 wurde das Casino de Monaco eröffnet, das dem Fürstentum später Wohlstand bescherte.

### Heirat und Kinder
Fürst Florestan I. von Monaco heiratete die Schauspielerin Maria Caroline Gibert de Lametz (1793–1879). Aus der Ehe gingen zwei Kinder hervor:
- Charles III. von Monaco (1818–1889) ⚭ 1846 Gräfin Antoinette de Mérode-Westerloo (1828–1864)
- Florestine von Monaco (1833–1897) ⚭ 1863 Graf Wilhelm von Württemberg, 1. Herzog von Urach (1810–1869).